# 2018年冬季残疾人奥林匹克运动会中立残疾人奥林匹克运动员
2018年冬季残疾人奥林匹克运动会中立残奥会运动员於2018年3月9日至18日參加在平昌郡舉行的2018年冬季残奥会。由于俄罗斯于2016年被国际残疾人奥林匹克委员会撤销会员资格，该国的运动员只能以中立身份参加该届比赛。

## 另見
- 2018年冬季奥林匹克运动会俄罗斯奥林匹克运动员

## 外部連結
- PyeongChang Official website
- International Paralympic Committee PyeongChang website（页面存档备份，存于）